# Catoria psimythota
Catoria psimythota là một loài bướm đêm trong họ Geometridae.